# Karl-Albrecht von Groddeck
Pour les articles homonymes, voir Groddeck.
Karl-Albrecht von Groddeck (18 février 1894 à Berlin - 10 janvier 1944 à Breslau) est un Generalleutnant allemand qui a servi au sein de la Heer dans la Wehrmacht pendant la Seconde Guerre mondiale.
Il a été récipiendaire de la Croix de chevalier de la Croix de fer. Cette décoration est attribuée pour récompenser un acte d'une extrême bravoure sur le champ de bataille ou un commandement militaire avec succès.

## Biographie
Le 11 mars 1912, Karl-Albrecht von Groddeck s'engage dans le 4e régiment à pied de la Garde dans l'armée prussienne en tant que porte-drapeau.
Karl-Albrecht von Groddeck est blessé le 28 août 1943. Il meurt de ses blessures le 10 janvier 1944 dans un hôpital de Breslau. Il est promu Generalleutnant à titre posthume.

## Décorations
- Croix de fer (1914)
  - 2e Classe
  - 1re Classe
- Insigne des blessés (1914)
  - en Noir
- Croix de chevalier de l'Ordre royal de Hohenzollern avec glaives
- Croix d'honneur pour combattant 1914-1918
- Agrafe de la Croix de fer (1939)
  - 2e Classe
  - 1re Classe
- Plaque de bras Crimée
- Ordre de Michel le Brave 3e Classe (15 février 1943)
- Croix de chevalier de la Croix de fer
  - Croix de chevalier le 8 septembre 1941 en tant que Oberst et commandant du Infanterie-Regiment 120 (mot.)[1]